# Kapcsolat koncert
A Kapcsolat koncert 1997 és 2011 között évente megrendezett ingyenes szabadtéri koncert. A szervezője a T-Mobile (korábban Westel), helyszíne az Ötvenhatosok tere (korábban Felvonulási tér) volt. Európa legnagyobb szabadtéri koncertjei közé tartozott.

## A koncert
A koncert nevét a Westel mobilszolgáltató szlogenjéből kapta: „Westel, a Kapcsolat!” Időpontja a mobilszolgáltató előhívószámából (06-30) eredően a június 30-hoz lehető legközelebbi időpont (a Kapcsolat Napja). A koncert a Magyar Telekomnak és az egyéb támogatóknak köszönhetően ingyenes, így több százezer embert vonz. Jegyek csak a VIP helyekre vannak, melyet a kiemelt vendégek, és a cég dolgozói kaphatnak.
Az első koncertet 1996-ban rendezték, ám a rendezvénysorozat csak 1997-től kapta a ’Kapcsolat’ nevet. Onnan kezdve minden évben megrendezték egészen 2011-ig. A 2012-es koncert költségcsökkentési okokból elmaradt, majd a következő években sem rendezték meg újra.

## Fellépők
|     | Dátum            | Kiemelt fellépő           | További fellépők | Támogatók |
| --- | ---------------- | ------------------------- | --- | --- |
| 0.  | 1996             | Santana                   | | MOL Rt. Volkswagen Coca-Cola Dreher                                                                                     |
| 1.  | 1997             | No Mercy                  | Zorán Charlie Hip Hop Boyz Demjén Ferenc Kozmix Cserháti Zsuzsa Kispál és a Borz V.I.P. | |
| 2.  | 1998             | Modern Talking            | Charlie Ákos Bestiák Ámokfutók Zorán Republic | |
| 3.  | 1999             | Locomotiv GT              | Roy & Ádám Gerendás Péter Jazz+Az Zorán Hevesi Tamás Unisex | RTL Klub Népszabadság Nokia Sláger Rádió                                                                                |
| 4.  | 2000             | Pet Shop Boys             | Szulák Andrea Unisex Venus United Roy & Ádám | RTL Klub Sláger Rádió Blikk Pesti Est és az Est lapok Shell Coca-Cola Borsodi Sör Volkswagen Budapesti Fesztiválközpont |
| 5.  | 2001. július 1.  | Kool & the Gang Melanie C | Roy & Ádám Venus United Kispál és a Borz | TV2 Sláger Rádió Pesti Est és az Est lapok Est Fm Coca-Cola Volkswagen Budapesti Fesztiválközpont                       |
| 6.  | 2002. június 30. | Joe Cocker                | Dannii Minogue Bon-Bon Sub Bass Monster Zanzibar Old Boys Váczi Eszter | Siemens Mobile RTL Klub Sláger Rádió Pesti Est Coca-Cola Dreher Volkswagen                                              |
| 7.  | 2003. június 22. | Elton John                | Charlie | Siemens Mobile MOL Volkswagen Dreher Coca-Cola RTL Klub Sláger Rádió Pesti Est                                          |
| 8.  | 2004. június 5.  | Sting                     | Suzanne Vega Elsa Walle Charlie Zsédenyi Adrienn (Zséda) Váczi Eszter (Jazz+Az) Somló Tamás Hajós András Pély Barna (United) Emilio Geszti Péter Tóth Vera Oláh Ibolya Budapest Jazz Orchestra | MOL Volkswagen Dreher Coca-Cola RTL Klub Danubius Rádió Pesti Est Metro                                                 |
| 9.  | 2005. június 26. | Lionel Richie             | Jimmy Cliff Palcsó Tamás Caramel | Heineken Coca-Cola light Volkswagen Danubius Rádió Metro hírújság RTL Klub Pesti Est                                    |
| 10. | 2006. június 18. | Pink                      | The Tarantinos NOX | Samsung MKB Bank Volkswagen Danubius Rádió Metro hírújság Magyar Televízió Pesti Est                                    |
| 11. | 2007. június 30. | Bryan Adams               | Rúzsa Magdi | Sony Ericsson MKB Bank Volkswagen Danubius Rádió Pesti Est Metro TV2                                                    |
| 12. | 2008. június 28. | Santana                   | Back II Black | Sony Ericsson MKB Bank Volkswagen Origo Danubius Rádió Est.TV Magazin Metro TV2 Story Best PORT.hu                      |
| 13. | 2009. június 27. | Simply Red                | Király Viktor | Sony Ericsson TV2 Danubius Rádió EXIT magazin Metropol Pesti Est Origo PORT.hu                                          |
| 14. | 2010. június 26. | Rod Stewart               | Oláh Ibolya Gáspár László Tóth Gabriella Caramel Király Viktor | Sony Ericsson TV2 Class FM Metropol Best Exit Sony Music Life Network                                                   |
| 15. | 2011. június 25. | Kesha                     | László Attila Krizbai Teca Gomes Appril Project Szabó Ádám Ádok Zoli Tabáni István Varga Viktor                                                                                                | Sony Ericsson Metropol Class FM Origo Life Network Story Best Meglepetés Színes RTV Maxima Sony Music Exit Hungarofest  |